# 글렌 헤들리
글렌 헤들리(Glenne Headly, 1955년 3월 13일 ~ 2017년 6월 8일)는 미국의 배우이다.
2017년 6월 8일 폐색전증으로 캘리포니아주 샌타모니카에서 62세를 일기로 숨졌다.

## 출연 작품
- 더 서클
- 홀랜드 오퍼스
- 저스트 겟팅 스타티드 - 마거리트 역